# Boum Boum Boum
Boum Boum Boum is een single van de Britse zanger Mika uit 2014. De tekst is in het Frans en onderdeel van de Franse versie van het album No Place in Heaven. Ook is er een speciale versie uitgebracht die in de stijl van een opera gezongen is. Het nummer is een oproep tot verdraagzaamheid ten opzichte van homoseksualiteit.
In het nummer bezingt de zanger dat de liefde tussen hem en zijn geliefde alles zal overleven, wat er ook gebeurd en wat de mensen ook zullen zeggen, zolang ze de liefde maar zullen blijven bedrijven. Vandaar de tekst Boum Boum Boum.
Het nummer haalde de veertiende plaats in de Vlaamse Ultratop 50 en de tiende plaats in de Waalse.
De videoclip bestaat uit een aantal korte verhaallijnen geïnspireerd op de films Once Upon a Time in the West, Dr. No, Barry Lyndon, The Maltese Falcon en Lawrence of Arabia.
Het verhaal gaat dat de tekst van de single op een avond tijdens een etentje in het 16e arrondissement van Parijs werd geschreven. De schrijvers, Mika en Doriand (Laurant Lescarret), zagen tijdens het eten hoe een man zich aan de overkant van de straat voor het raam aan het uitkleden was. Hier wordt in de tekst ook naar verwezen.